# Anthurium fontellanum
Anthurium fontellanum là một loài thực vật có hoa trong họ Ráy (Araceae). Loài này được Nadruz & Leoni mô tả khoa học đầu tiên năm 2004.